# Xã Richardson, Quận Randolph, Arkansas
Xã Richardson (tiếng Anh: Richardson Township) là một xã thuộc quận Randolph, tiểu bang Arkansas, Hoa Kỳ. Năm 2010, dân số của xã này là 805 người.